# Ouled Yahia Khedrouche
Ouled Yahia Khedrouche est une commune de la wilaya de Jijel en Algérie.

## Géographie

### Situation
Le territoire de la commune d'Ouled Yahia Khedrouche se situe au sud-est de la wilaya de Jijel.
| Bouraoui Belhadef                | El Ancer                  | El Milia     |
| Bouraoui Belhadef                | Ouled Yahia Khedrouche    | El Milia     |
| Boucif Ouled Askeur, Ouled Rabah | Ouled Rabah, Sidi Maarouf | Sidi Maarouf |

### Localités de la commune
La commune d'Ouled Yahia Khedrouche est composée de vingt-deux localités :
- Assoul
- AChbou
- Aïnane
- Ahchichene
- Aghebou
- Aïn Ahbil
- Assoul
- Beni Hammou
- Beni Souik
- Bouakba
- Boumaâd
- Boumendjel
- Boussafsaf
- Chouf El Tenine
- Chouili
- El Mizab
- El Meghaoula
- Er Remane
- Messaïka
- Ouled Askri
- Ouled Soltane
- Ouled Zidane
- Takhroub
- Talleft
- Tamadna